# Empanda
Empanda Simon, 1903 è un genere di ragni appartenente alla famiglia Salticidae.

## Etimologia
Il nome del genere deriva dalla divinità latina Empanda, altro nome di Giunone.

## Distribuzione
L'unica specie nota di questo genere è endemica del Guatemala..

## Tassonomia
Inizialmente inserito dai coniugi Peckham nel genere Bavia, venne da loro stessi spostato al vecchio genere Epinga nel 1894, per poi trovare la sistemazione attuale a seguito di uno studio dell'aracnologo Simon nel 1903.
A maggio 2010, si compone di una sola specie:
- Empanda ornata (Peckham & Peckham, 1885)[2] — Guatemala